# Ivan Gajdoš
Ivan Gajdoš, (24. listopadu 1973 v Bruntále) je český hudebník, skladatel, textař, interpret a básník. Frontman několika hudebních projektů – Bratři Orffové, Poslední výstřel.

## Biografie
Vystudoval střední pedagogickou školu v Krnově a od roku 1994 vyučuje kytaru na Základní umělecké škole v Krnově.
V roce 2007 se stal uměleckou osobností města Krnova.

## Dílo

### U Hřebíčku
Kapelu založil počátkem 90. let jako student oboru pedagog volného času na Pedagogické škole v Krnově. Většina písní, které složil v tomto období (17-20 let), našla své místo na albech později vzniklých skupin Bratři Orffové a Poslední výstřel. Skupina měla až 8 členů a hrála folkovou muziku v klubech na severní Moravě. Zanechala po sobě dvě svépomocí produkované audiokazety (Z Vršku, Žánrový maglajz).

### Bratři Orffové
Více zde
Jeho nejznámější projekt, který ho proslavil za hranice Slezska a severní Moravy. Založil ho počátkem nového tisíciletí s hudebníkem Lukášem Novotným. Projekt navázal na skladby kapely U Hřebíčku, které prezentuje v moderním, mírně popovém provedení.

### Poslední výstřel
Pop-bigbítový projekt, který sám popisuje jako popič. Projekt má být protikladem projektu Bratři Orffové. Poslední výstřel hraje energickou muziku s veselými a ironickými texty. V roce 2009 skupina vydala album Rozhodně nečekejte sex. Skupina vystupuje ve složení – Ivan Gajdoš (kytara, zpěv), Břetislav Koláček (baskytara), Petr Odstrčil (bicí), Simon Pilát (kytara), Tomáš Damec (bajan)

### Spolupráce s jinými hudebníky
Spolupracoval na albu Baby Doll zpěvačky Ivy Frühlingové. S Xavierem Baumaxou nazpíval píseň Kamarádi. Je kmotrem alba Takže dobrý skupiny Mňága a Žďorp.
Jako pedagog se podílel na hudebních projektech svých žáků – 220V nebo FreeBoys.

### Bratři Orffové
- Oficiální stránka skupiny Archivováno 6. 1. 2019 na Wayback Machine.

### Poslední výstřel
- Oficiální stránka skupiny Archivováno 4. 12. 2020 na Wayback Machine.
- Záznam koncertu z klubu Stará pekárna